# Typhlocyba virescens
Typhlocyba virescens är en insektsart som beskrevs av Blanchard 1852. Typhlocyba virescens ingår i släktet Typhlocyba och familjen dvärgstritar. Inga underarter finns listade i Catalogue of Life.